# Rock en tu Idioma Sinfónico vol. I
Rock en tu idioma Sinfónico es el nombre del primer recital grabado por el grupo musical homónimo. Fue editado por Sony Music el 16 de enero de 2016.

## Información del álbum
En el 2015 un grupo de músicos encabezados por Sabo Romo, se da a la tarea de desarrollar el proyecto de reunir en un mismo escenario a exitosos músicos que fueron parte del movimiento “Rock en tu idioma”. 
El álbum se encarga de combinar grandes canciones con parte del talento legendario de la época creando un sonido sinfónico muy actual.
El nombre de la orquesta sinfónica es "Camerata Metropolitana" bajo la dirección de Felipe Pérez Santiago, acompañados del coro "Euterpe".

## Lista de canciones[4]
| N.º   | Título                           | Intérprete(s) / Grupo del artista                         | Duración |  |
| 1.    | «Mátenme porque me muero»        | Sabo Romo de Caifanes                                     | 5:02     |  |
| 2.    | «Voy a buscar»                   | Leoncio Lara de Bon y los Enemigos del Silencio           | 4:24     |  |
| 3.    | «La muralla verde»               | Marciano Cantero de Los Enanitos Verdes                   | 3:02     |  |
| 4.    | «Beber de tu sangre»             | Kazz de Los Amantes de Lola                               | 6:15     |  |
| 5.    | «Es tan fácil romper un corazón» | Miguel Mateos                                             | 5:04     |  |
| 6.    | «Juegos de amor»                 | Humberto Calderón, Sergio Santacruz y Sergio Meza de Neón | 4:19     |  |
| 7.    | «Kumbala»                        | Francisco Familiar de DLD                                 | 4:57     |  |
| 8.    | «Marielito»                      | Piro Pendas y Avi Michel de Ritmo Peligroso               | 3:52     |  |
| 9.    | «Lobo hombre en París»           | Rafa Sánchez y Luis Molín de La Uniøn                     | 4:46     |  |
| 10.   | «El diablo»                      | Leonardo de Lozanne de Fobia                              | 3:50     |  |
| 11.   | «El final»                       | Cala de Rostros Ocultos                                   | 2:50     |  |
| 12.   | «Cuando pase el temblor»         | Todos                                                     | 4:02     |  |
| 50:23 |                                  |                                                           |          |  |

## Sencillos
- Cuando pase el temblor
- Beber de tu sangre